# 기능적 고착
기능적 고착(Functional fixedness)은 한 대상이나 물건에 대하여 기존에 사용해 오던 방식으로만 사용하도록 한정시키는 인지 편향(cognitive bias)을 말한다. 게슈탈트 심리학(Gestalt psychology)에서 유래한 기능적 고착이라는 개념은 전체적 처리(holistic processing)를 강조하는 심리학 운동이다. 칼 던커(Karl Duncker)는 문제 해결에 필요한 새로운 방식을 이용하여 물체나 대상을 사용하는 것에 대한 정신적 장벽(mental block)으로서 기능적 고착을 정의하였다. 이러한 장벽은 한 개인이 과제 해결에 있어 자신에게 주어진 구성요소들을 사용하는 능력을 제한하게 된다. 주어진 구성요소들이 가지고 있는 본래 목적 이상으로 나아가거나 사고할 수 없기 때문이다. 예를 들어, 문서가 날리지 않도록 눌러주는 서진(書鎭, paperweight)이 필요한 상황에서 망치만 있는 경우, 망치를 서진으로 사용할 수 있다는 사실을 간과한다. 이 때 기능적 고착이란 망치를 못 박는 것 이외에 다른 용도로 바라볼 줄 아는 능력이 결여된 것을 말한다. 즉 망치를 기존의 기능 이외에 다른 방식으로 사용할 줄 몰랐던 것이다.
실험을 통해 살펴보면, 5세 아동은 기능적 고착을 보이지 않는다. 5세 아동은 어떤 물체를 이용하여 달성할 수 있는 목적이 그 물체를 이용하여 달성할 수 있는 다른 목적과 동등한 것으로 생각하기 때문이다. 그러나 7세 아동은 그 물체가 만들어진 본래 용도를 특별한 것으로 대하는 경향을 갖게 된다.

## 연구 사례
연구 패러다임들은 피실험자가 익숙한 물건을 익숙치 않은 상황에서 사용해야 하는 새로운 상황으로 문제 해결 과제를 접목시킨다. 물체는 피실험자의 과거 경험이나 실험 내에서의 이전 과제 중에서 이미 사용해 본 익숙한 것일 수 있다.

### 양초상자

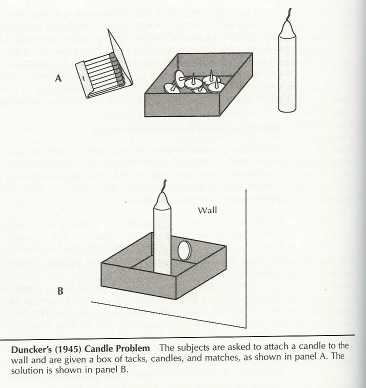
양초상자 문제(Candle box problem) 도해

기능적 고착을 보여주는 고전 실험에서, 던커 (1945)는 참가자들에게 양초 1개, 압정상자 1갑, 종이성냥 1갑을 주고, 양초를 벽에 붙여서 테이블 위로 떨어지지 않도록 요청하였다. 던커는 참가자들이 압정으로 양초를 벽에 고정하거나 양초를 녹여 벽에 붙이려 하는 것을 발견하였다. 극소수만이 박스 안 부분을 촛대로 사용하여 벽에 걸려고 하였다. 던커는 참가자들이 압정을 담아두는 압정상자 본래 기능에만 고착된 나머지 문제 해결을 가능케 하는 방식으로 압정상자를 재개념화하지 못하였다고 본다. 예를 들어, 빈 압정상자를 받은 참가자들이 압정이 담긴 압정상자를 받은 이들보다 문제 해결 가능성이 2배 높았다.
2003년, 프랭크(Michael C. Frank)와 램스카(Michael Ramscar)의 연구에서, 이들은 스탠포드 대학교(Stanford University) 학부생들에게 종이에 기록된 양초문제(candle problem)를 주었다. 던커의 실험에서와 같은 지시가 학생들에게 주어졌을 때, 23%의 학생들만이 문제를 해결하였다. 그러나 다른 학생 그룹에겐 '종이 성냥(box of matches)'이라는 명사구에 밑줄을 쳐주고, 또다른 그룹에겐 '상자(box)'와 같은 명사들에 밑줄을 쳐줬다. 이 두 집단에서는 각각 55%와 47%의 학생들이 문제를 해결할 수 있었다. 한 후속 연구에서는 '상자'를 제외한 모든 명사에 밑줄을 그어 주었고, 비슷한 결과가 도출되었다. 결론은 학생들의 성적은 지시상의 조처보다는 '상자'라는 어휘의 표현 방식에 따라 바뀌었다는 것이다. 기능적 고착을 극복할 수 있었던 능력은 양초를 벽에 부착할 때 상자를 사용해도 된다고 하는 것을 암시하는 '상자'라는 단어의 표현 방식의 변형에 따라 달랐던 것이다.
1952년 애덤슨(Adamson)의 연구는 던커의 상자 실험을 모방하였다. 애덤슨은 참가자를 선행활용군(preutilization group)과 비선행활용군(no preutilization group)으로 나눴다. 실험에서, 상자에 무언가를 담아서 상자를 용기로 사용하는 등, 참가자들에게 기존 방식대로 물건을 사용하여 제공하는 선행활용(preutilization)의 경우, 참가자들은 상자를 다른 용도로 잘 활용하지 못하였지만, 상자를 비워서 제공하는 등 비선행활용의 경우, 참가자들은 상자의 다른 용도를 생각해 낼 가능성이 높았다.

### 두 밧줄 문제
버치(H.G. Birch)와 라비노비츠(H.S. Rabinowitz)의 1951년 연구에서는 노먼 마이어(Norman Maier)의 1930년과 1931년 연구로부터 두 밧줄 문제(two-cord problem)를 채택하였다. 피실험자들은 밧줄 2개가 천정에 고정되어 있고 2개의 무거운 물체가 있는 방에 들어간다. 이들은 밧줄 2개를 연결해야 하지만 밧줄들은 서로 멀리 떨어져 있어 연결하기 쉽지 않다. 해결책은 무거운 물체 하나를 밧줄 하나에 묶어 추를 만든 후, 진자처럼 밧줄을 흔들어서, 진자가 흔들릴 때 한 손으로 진자의 줄을 잡고 다른 손으로는 다른 줄을 잡아서 둘을 묶으면 된다. 참가자들은 세 그룹으로 나뉘었다. R그룹(Group R)은 계전기(relay)를 이용하여 전기회로를 잇는 선행작업을 완수하였다. S그룹(Group S)은 스위치로 회로를 이었다. C그룹(Group C)은 선행작업이 없는 대조군이다. R그룹은 스위치를 추로 사용하는 경향이 더 높았으며 S그룹은 계전기를 사용하는 경향이 높았다. 이전 경험이 특정 방식으로 물건을 사용하게 하였기에 두 그룹은 그렇게 하였다. 기능적 고착은 물체를 다른 목적으로 사용하지 못하게 하였다

### 기압계 문제
기압계 문제(barometer question)는 시험관에게 도덕적 딜레마를 불러오는 기능적 고착을 보이는 부정확하게 설계된 시험문제의 한 예시이다. 고전 형태에서 미국 테스트 설계자 알렉산더 캘런드러(Alexander Calandra, 1911–2006) 교수를 통해 유명해진 문제는, 학생들에게 '기압계를 이용하여 큰 빌딩의 높이를 잴 수 있는 방식을 제시할 것'이라고 요구한다. 시험관은 단 하나의 정답만이 있다고 확신한다. 시험관의 기대와 달리 학생은 완전히 다른 답들을 내놓게 된다. 이 답들도 정답이지만 검증된 학술분야에서는 답들 중 어느 것도 학생이 유능하다는 것을 증명하지 못한다.
캘런드라는 스푸트니크 위기(Sputnik crisis) 살황동안 현실에서 직접 체험한 경험으로 이 사건을 제시하였다. 캘런드러의 수필 '어느 핀 하나 위의 천사들(Angels on a Pin)'은 1959년 미국 대학 홍보 연합(American College Public Relations Association)의 잡지 『프라이드(Pride)』에 게재되었다. 그리고 다시 1964년 『최신과학(Current Science)』에 재게재되었다. 1968년 『Saturday Review』에 재인쇄되었다. 그리고 캘런드러의 『기초과학과 수학 교수법(The Teaching of Elementary Science and Mathematics)』 1969년판에도 포함되었다. 1969년, 캘런드러의 수필은 학술 논쟁 주제가 되었다. 이후로 수필은 자주 인용되었다. 이는 교수법(teaching), 작문법(writing skills), 직장 상담(workplace counseling), 부동산 투자(investment in real estate)에서부터, 화학산업(chemical industry), 컴퓨터 프로그래밍(computer programming), 집적회로(integrated circuit) 디자인에 이르기까지 여러 주제에 관한 책에 수필이 들어갔다.

## 최근 개념적 타당성

### 기능적 고착은 보편적인 것인가?
연루자들은 기능적 고착이 문화에 영향받는지를 조사해 왔다.
최근 한 연구에서 기능적 고착 보편성을 지지하는 예비징후가 발견되었다. 연구 목적은 비산업화 사회의 사람이 특히 첨단기술에 노출되는 경우가 낮으면 기능적 고착을 보이는지를 검증하는 것이었다. 연구는 에콰도르(Ecuador)의 아마존(Amazon) 일대에서 수렵과 원예를 위주로 생활하는 슈아족(Shuar)을 연구하면서 대조군으로서 산업화 문화와 이들을 비교하였다.
슈아족은 마체테칼(machete), 도끼, 솥, 못, 산탄총, 낚시바늘 등 산업화 문화에 제한적으로 노출되었다. 연구를 위해 참가자에게는 두 과제가 평가되었다. 상자과제(box task)에서 참가자들은 이야기속 주인공을 도와 다른 주인공에게 가게 하기 위하여 제한된 물건들을 이용하여 탑을 쌓아야 했다. 수저과제(spoon task)에서는 토끼 한 마리가 강을 건너야 했고, 수저를 포함한 물건들이 배경 속에 주어졌다. 상자과제에서 참가자들은 대조군 참가자들에 비해 물건 선택이 느렸지만, 문제 해결 시간 차이는 없었다. 수저과제에서 참가자들은 과제 선택 및 완수 시간이 느렸다. 그 결과 비산업화 사회 출신 참가자들은 기능적 고착을 보이기 쉬웠다. 이들은 설계 기능을 설명한 때보다 사전 지식을 제공하지 않았을 때 더 빨리 인공물을 사용하였다. 참가자들이 산업화 공산품에 노출되지 않았음에도 결과는 마찬가지였으며, 이들이 사용한 소수의 공산품만이 디자인 설계에 상관없이 다양한 방식으로 사용되었다.

### "틀린 발자국 쫓기: 디자인 문제해결 과제에서의 그림 예시 고착 효과"
조사자들은 디자인 문제에 대한 지시와 함께 맞지 않는 요소들이 있는 예시가 포함된 것이 디자인 과제에 경험이 없는 학생들에게 기능적 고착을 가져다 주는지를 검증하기 위해 두 실험을 수행하였다. 예시 디자인을 통해 학생들에게 주어지는 문제의 문제적 측면들을 드러나게 묘사함으로써 적절치 못한 요소들의 포함을 시험하였다. 이들은 세가지 문제 조건에서 비전문가 참가자들을 시험하였다. 문제 조건은 표준 지시 사항, 고착된 지시사항(문제적인 디자인이 포함됨), 비고착 지시사항(유용한 방식이 함께한 문제적인 디자인이 포함됨)이었다. 이들은 다음과 같은 사실을 발견하여 자신들의 가설을 증명하였다.
- a) 문제적 디자인 사례는 유의미한 고착 효과를 만들었다.
- b) 고착 효과는 비고착화하는 지시사항을 활용함으로써 사라질 수 있다.

1991년 잰슨(Janson)과 스미스(Smith) 연구에서 인용한 "일회용 흘림 방지 커피컵 문제(The Disposable Spill-Proof Coffee Cup Problem)"에서, 참가자들은 저렴한 일회용 흘림 방지 커피컵에 필요한 디자인을 최대한으로 만들어 내도록 요구받았다. 표준 조건의 참가자들은 지시사항만 받았다. 고착 조건의 참가자들은 지시사항, 디자인 1개, 알아야 할 문제사항들을 제공받았다. 비고착 조건의 참가자들은 다른 조건과 같은 것들을 제공받으면서도 사용해서는 안될 디자인 요소들을 제안받았다. 다른 두 문제들은 자전거 고정대 제작, 크림치즈 용기 디자인이었다.

## 기능적 고착에 빠지지 않는 방법

### 유추전이를 이용한 과학교실 내 기능적 고착 극복
학생들은 기능적 고착을 보인다는 전제 하에, 과학교실에서 발생하는 유추전이(analogical transfer)에 관한 한 연구는 기능적 고착 극복 기봅을 제공할 수 있는 유의미한 데이터에 주목하였다. 연구를 통해 학생들은 특정 구조와 포맷과 유사한 것들을 제공받은 후에 문제 해결에 있어 긍정적인 전이(수행)을 보인다는 사실이 입증되었다. 현재 연구는 던커의 1945년 연구를 확장하여, 학생들이 스토리 내러티브가 아닌 하나의 문제로 구성된 유사체를 제공받으면 문제해결 과제에 집중하여 긍정적 전이를 사용하게 된다는 것을 보이고자 하였다.
고등학교 1학년 과학반 266명이 연구에 참여하였다. 실험은 2x2 디자인으로, "과제 환경(task contexts)" (유형과 포맷) 대 "선행 지식(prior knowledge)" (특정 대 일반) 조건이 증명되었다. 학생들은 5개의 다른 그룹들로 분류되었으며, 이중 4 그룹은 선행 과학지식(특정에서 일반에 이르기까지)을 따르고, 한 그룹은 대조군(유사한 사례 제시analog presentation 없음)이었다. 네 그룹은 유사한 유형(anaolg type)과 유사한 포맷(analog format) 조건, 구조적 혹은 표면적 유형, 문제적 혹은 표면적 포맷으로 분류되었다.
결론을 내진 못하였지만 증거를 통해 선행 지식을 기반으로 할 경우 긍정적인 유추전이가 있음이 발견되었다. 그러나 각 그룹들은 다양성을 보였다. 유사적 제시(analog presentation)의 문제 포맷과 구조적 유형은 문제해결의 가장 높은 긍정적 전이를 보였다. 연구자들은 포맷과 형식과 관련되어 있고, 문제 해결 과제 완수에 있어 유추할 수 있게 하는 것들이 제대로 고안되고 짜여진 경우 학생들의 기능적 고착 극복에 도움줄 수 있다고 하였다. 이 연구는 인간 정신 작용에 관한 새로운 지식은 물론, 교사들이 교수 계획에 도움되는 데에 적용할 수 있으며 교육 목적과 변화에 필요한 도구를 제공한다.

### 비수행
한 연구에 의하면, 기능적 고착 디자인으로부터 디자인 결정을 함으로써 기능적 고착을 방지할 수 있으며 이를 통해 디자인의 필수요소가 유지된다고 하였다(Latour, 1994). 이는 기능적 고착 디자인을 가지고 있는 피실험자가 특정 문제(specific problem)에 고정된 해결책을 사용하는 것보다는 이런 유형의 일반 문제(general problem)를 해결하는 방식을 이해하는데 도움을 준다. 라투르(Latour)는 이런 문제를 연구하는데 있어 소프트웨어 엔지니어들에게 표준 비트 코드인 퀵 정렬(quicksort) 알고리즘을 분석하고 분할 기능(partitioning function)을 창출하는데 이를 사용하도록 하는 실험을 수행하였다. 퀵 정렬 알고리즘 일부는 목록을 부분집합들로 분할하여 종류별로 분할될 수 있게 하였다. 연구자들은 단지 분할만을 하기 위한 알고리즘 내에서부터 코드를 사용하길 원하였다. 이를 위해 이들은 기능 내 각 코드 블록을 추출하고 그것의 목적을 분별하여 알고리즘 분할에 필요한지를 결정하였다. 이런 추출 작업은 퀵 정렬 알고리즘에서 코드를 재사용하여 스크래치(scratch)로부터 디자인할 필요 없이 작업 분할 알고리즘을 창출할 수 있게 한다.

### 원형 극복
기능적 고착에 관한 고전적 연구들을 탐색하는 한 종합 연구는 원형(prototype) 극복이라는 주제를 제시하였다. 과제를 성공하거나 완수한 사람들은 원형이나 원래 사용 목적 너머를 볼 줄 아는 능력을 갖게 되었다. 반대로 성공적으로 완성된 결과물을 도출하지 못한 사람들은 원 사용을 뛰어넘지 못하였다. 이는 기능적 고착 범주화 연구 사례가 될 수도 있다. 일견 무관한 항목들의 범주를 재조직하는 작업은 원 목적 기능 너머를 볼 수 있는 사람들에게는 훨씬 쉬웠다. 따라서 기능적 고착을 피하기 위해서는 원형을 극복할 필요가 있다. 카너베일(Peter J. Carnevale)의 1998년 연구는 사물을 분석하고 마음 속으로 그 사물을 구성요소로 분해하는 방법을 제시하였다. 이 작업이 완료되면 이러한 부분들의 기능을 찾는 것이 중요하다. 이를 위해 사람들은 기존에 써 오던 아이템들을 새롭게 사용하는 방식에 적응할 수 있다. 따라서 개인들은 창의적으로 생각하고 기능적 고착 문제를 성공적으로 완수할 능력을 제한하는 원형을 극복하려 한다.

### 포괄적 부분 기법
각 사물마다, 그 형태와 기능을 분리해 볼 필요가 있다.
맥카프리(T. McCaffrey)의 2012년 연구는 이에 대한 효과적인 기법을 제안한다. 사물을 부분으로 나눌 때, 자신에게 다음과 같은 질문 두 개를 던질 수 있다. "현재 부분을 하위로 더 나눌 수 있는가?" 만약 그렇다면 그렇게 하면 된다. "나의 현재 설명이 쓸모를 갖고 있는가?" 만약 그렇다면, 외형과 재질에 관하여 더욱 포괄적인 설명을 만들라. 예를 들어 처음에는 양초를 심지와 왁스 두 부분으로 나눈다고 하자. '심지(wick)'라는 단어는 빛을 내고자 타는 것이라는 쓸모를 갖고 있다. 그리하여 심지를 노끈(string)으로 더욱 포괄적이고 일반적으로 설명하라. 노끈은 쓸모를 갖고 있기에 보다 포괄적으로 설명하여 꼬아 만든 섬유가닥(interwoven fibrous strands)으로 말할 수 있다. 이는 심지를 이용해 햄스터의 가발을 만들 수 있다는 생각을 떠오르게 한다. 꼬인 섬유가닥은 쓸모를 갖고 있지 않기에, 이제는 심지가 아닌 왁스에 대해 생각해 볼 수 있다. 이런 방식으로 훈련된 사람들은 대조군에 비하여 기능적 고착에 빠진 문제 67%를 해소할 수 있었다. 이 기법은 한 물체와 그 부분들로부터 관련된 용도들을 하나하나 벗겨낸다.